# Walzenhausen
Walzenhausen este un oraș în Elveția.